# Kamer van de WIC in Rotterdam
De West-Indische Compagnie (WIC) werd in 1621 opgericht naar het voorbeeld van de bekende Vereenigde Oostindische Compagnie (VOC). Net als de VOC was ook het bestuur van de WIC verdeeld over meerdere zogenaamde 'Kamers': groepen van investeerders met een gemeenschappelijke regionale achtergrond. In Rotterdam ontstond in 1622 de 'Kamer van de Maze'. In deze kamer namen Rotterdam, Delft en Dordrecht gezamenlijk deel.
De kamer van de Maze had twee afgevaardigden bij de Heren XIX.

## West-Indische Huizen
De Kamer van de Maze had huizen in  de volgende plaatsen:
- West-Indisch Huis in Rotterdam, aan het Haringvliet, zuidzijde van de Nieuwe Haven, gekocht in 1630.
- West-Indisch Huis in Delft, op de Geer.
- West-Indisch Huis in Dordrecht, Wijnstraat, gebouwd 1623.